# القضية (رواية)
القضية  (بالإنجليزية: The Affair)‏ هي رواية من سلسلة روايات «غرباء وأخوة» للكاتب الإنجليزي سي بي سنو، نشرت عام 1960، عن دار نشر في المملكة المتحدة.